# 山下杏也加
山下 杏也加（やました あやか、1995年9月29日 - ）は、東京都足立区出身の女子サッカー選手。マンチェスター・シティWFC所属。サッカー日本女子代表。ポジションはゴールキーパー。

## 来歴

### ジュニア〜ユース
かつては水泳を習っていたが、兄の影響で小学校2年時にサッカーを始め、地元のKSC加平サッカースポーツ少年団に入団。当初はフォワードとしてプレーした。その後、東加平キッカーズを経て中学時代は足立LFCでプレーし、2010年に東京都女子中学リーグ3部に優勝。2部昇格に貢献した。
2011年、村田女子高等学校（現・広尾学園小石川高等学校）に進学。1年生の秋に長身を買われてゴールキーパーに転向する。2年生のときにスーパー少女プロジェクトとしてJ-GREEN堺で実施されたトレーニングキャンプに参加。
2013年7月には日テレ・ベレーザに特別指定選手として登録される。

### シニア
日テレ・ベレーザ / 日テレ・東京ヴェルディベレーザ
2014年、日テレ・ベレーザに正式に加入。同年3月29日のなでしこリーグ開幕戦（対ASエルフェン埼玉戦）でリーグ初出場を果たす。
2015年11月10日、なでしこリーグのベストイレブンに初選出された。
2016年10月25日、2年連続でリーグのベストイレブンに選出された。
2017年シーズン、日テレ・ベレーザのリーグ3連覇に貢献し、3年連続となるリーグベストイレブンに選出された。
2019年4月からプロ契約となった（ただし、日テレ・ベレーザから正式なリリースはなく、契約先は不明）。
2020年、クラブの副キャプテンに就任。
INAC神戸レオネッサ
2021年1月15日、INAC神戸レオネッサへの完全移籍が発表された。
2022年6月7日、2021-22 WEリーグアウォーズにおいて、WEリーグの初代最優秀選手賞 (MVP)を受賞した。日本女子サッカーのトップリーグにおいてゴールキーパがMVPを受賞したのは初である。
マンチェスター・シティ
2024年6月7日、海外移籍準備のため2023-24シーズン限りでINAC神戸レオネッサを退団することを発表した。同年8月9日、イングランド1部・ウィメンズ・スーパーリーグのマンチェスター・シティWFCへの加入が発表された。契約期間は2027年6月30日までの3年間。
マンチェスター・シティでの最初の公式試合が同年9月19日にパリで行われたUEFA女子チャンピオンズリーグ 2024-25予選ラウンドのパリFC戦であった。翌週9月22日のアーセナル戦でスーパーリーグデビューを果たした。同年10月10日に行われたUWCLグループステージ第1戦では、前年優勝チームのバルセロナに対し2-0のクリーンシートで勝利した。

### 代表
高校3年時の2013年、U-19日本女子代表メンバーに選出され、アメリカ・中国に遠征。
2015年7月21日、EAFF東アジアカップ2015のなでしこジャパンメンバーに初選出され、同年8月4日の韓国戦にて代表初出場を果たした。
2016年、リオデジャネイロオリンピック・アジア最終予選の日本代表メンバーに選出されたが、チームは予選3位となり五輪出場権を逃した。
2019年6月にフランスで開催された2019 FIFA女子ワールドカップでは、グループリーグ3試合とラウンド16（決勝トーナメント）1試合のすべてにおいて、スタメン・フル出場を果たした。
2023年6月13日、2023 FIFA女子ワールドカップに臨むなでしこジャパンメンバーに選出された。同年8月5日、2023 FIFA女子ワールドカップ・決勝トーナメントの1回戦ノルウェー戦において試合終盤、至近距離のヘディングシュートをスーパーセーブするなど準々決勝進出に貢献。グループリーグの3試合は今大会唯一無失点のキーパーであった。
2024年6月14日、2024年パリオリンピックに出場する代表メンバーに選出された。

## 所属歴

### ユース
- KSC加平サッカー少年団
- 東加平キッカーズ
- 足立レディースフットボールクラブ
- 村田女子高等学校

### シニア
- 2014年 - 2020年  日テレ・ベレーザ / 日テレ・東京ヴェルディベレーザ
- 2021年 - 2024年  INAC神戸レオネッサ
- 2024年 - 現在  マンチェスター・シティ

## 個人成績

### クラブ
| クラブ                         | シーズン     | リーグ       | 背番号 | リーグ戦 | リーグ戦 | カップ戦 | カップ戦 | リーグ杯 | リーグ杯 | AFC / UEFA | AFC / UEFA | その他 | その他 | 合計 | 合計 |
| クラブ                         | シーズン     | リーグ       | 背番号 | 出場     | 得点     | 出場     | 得点     | 出場     | 得点     | 出場       | 得点       | 出場   | 得点   | 出場 | 得点 |
| ------------------------------ | ------------ | ------------ | ------ | -------- | -------- | -------- | -------- | -------- | -------- | ---------- | ---------- | ------ | ------ | ---- | ---- |
| 日テレ・ベレーザ               | 2013         | なでしこ     | 26     | 0        | 0        | 0        | 0        | 0        | 0        | —          | —          | 0      | 0      | 0    | 0    |
| 日テレ・ベレーザ               | 2014         | なでしこ     | 21     | 4        | 0        | 4        | 0        | —        | —        | —          | —          | -      | -      | 8    | 0    |
| 日テレ・ベレーザ               | 2015         | なでしこ1部  | 21     | 22       | 0        | 3        | 0        | —        | —        | —          | —          | —      | —      | 25   | 0    |
| 日テレ・ベレーザ               | 2016         | なでしこ1部  | 21     | 18       | 0        | 4        | 0        | 7        | 0        | —          | —          | —      | —      | 29   | 0    |
| 日テレ・ベレーザ               | 2017         | なでしこ1部  | 1      | 18       | 0        | 5        | 0        | 6        | 0        | —          | —          | —      | —      | 29   | 0    |
| 日テレ・ベレーザ               | 2018         | なでしこ1部  | 1      | 17       | 0        | 5        | 0        | 4        | 0        | —          | —          | —      | —      | 26   | 0    |
| 日テレ・ベレーザ               | 2019         | なでしこ1部  | 1      | 18       | 0        | 3        | 0        | 2        | 0        | 3          | 0          | —      | —      | 26   | 0    |
| 日テレ・東京ヴェルディベレーザ | 2020         | なでしこ1部  | 1      | 12       | 0        | 0        | 0        | —        | —        | —          | —          | —      | —      | 12   | 0    |
| 日テレ・東京ヴェルディベレーザ | 通算         | 通算         | 通算   | 109      | 0        | 24       | 0        | 19       | 0        | 3          | 0          | 0      | 0      | 155  | 0    |
| INAC神戸レオネッサ             | 2021-22      | WE           | 18     | 19       | 0        | 1        | 0        | —        | —        | —          | —          | —      | —      | 20   | 0    |
| INAC神戸レオネッサ             | 2022-23      | WE           | 18     | 19       | 0        | 4        | 0        | 4        | 0        | —          | —          | —      | —      | 27   | 0    |
| INAC神戸レオネッサ             | 2023-24      | WE           | 1      | 18       | 0        | 3        | 0        | 1        | 0        | -          | -          | —      | —      | 22   | 0    |
| INAC神戸レオネッサ             | 通算         | 通算         | 通算   | 56       | 0        | 8        | 0        | 5        | 0        | 0          | 0          | 0      | 0      | 69   | 0    |
| マンチェスター・シティ         | 2024-25      | WSL          | 31     | 10       | 0        | 3        | 0        | 3        | 0        | 5          | 0          | —      | —      | 21   | 0    |
| マンチェスター・シティ         | 2025-26      | WSL          | 31     |          |          |          |          |          |          | -          | -          |        |        |      |      |
| マンチェスター・シティ         | 通算         | 通算         | 通算   | 10       | 0        | 3        | 0        | 3        | 0        | 5          | 0          | 0      | 0      | 21   | 0    |
| 通算                           | 日本         | 日本         | 1部    | 165      | 0        | 32       | 0        | 24       | 0        | 3          | 0          | 0      | 0      | 224  | 0    |
| 通算                           | イングランド | イングランド | 1部    | 10       | 0        | 3        | 0        | 3        | 0        | 5          | 0          | 0      | 0      | 21   | 0    |
| 総通算                         | 総通算       | 総通算       | 総通算 | 175      | 0        | 35       | 0        | 27       | 0        | 8          | 0          | 0      | 0      | 245  | 0    |

1. ↑  特別指定選手
2. 1 2  国際女子サッカークラブ選手権2013の成績
3. 1 2  AFC女子クラブ選手権2019の成績
4. 1 2  UEFA女子チャンピオンズリーグ 2024-25の成績

- 日本女子サッカーリーグ
  - 初出場 - 2014年3月29日 なでしこリーグ レギュラーシリーズ 第1節 ASエルフェン埼玉戦 (味の素スタジアム西競技場)[35]

- WEリーグ
  - 初出場 - 2021年9月12日 第1節 大宮アルディージャVENTUS戦 (ノエビアスタジアム神戸)[36]

- ウィメンズ・スーパーリーグ
  - 初出場 - 2024年9月22日 第1節 アーセナル戦 (エミレーツ・スタジアム)[37]

- UEFA女子チャンピオンズリーグ
  - 初出場 - 2024年9月19日 UWCL2024-25予選ラウンド2 第1戦  パリFC（英語版）戦 (スタッド・セバスティアン・シャルレティ)[37]

### 代表
2015年8月4日 - 日本女子代表初出場 -  韓国戦 (EAFF女子東アジアカップ2015)

#### 主な出場大会
- U-19日本女子代表 
  - 2013年 - AFC U-19女子選手権 中国2013

- 日本女子代表(なでしこジャパン)
  - 2015年 - EAFF女子東アジアカップ2015
  - 2018年 - 2018 AFC女子アジアカップ
  - 2018年 - 2018年アジア競技大会
  - 2019年 - 2019 FIFA女子ワールドカップ
  - 2019年 - EAFF E-1サッカー選手権2019
  - 2021年 - 2020年東京オリンピック
  - 2022年 - 2022 AFC女子アジアカップ
  - 2022年 - EAFF E-1サッカー選手権2022
  - 2023年 - 2023 FIFA女子ワールドカップ　
  - 2024年 - 2024年パリオリンピック
  - 2025年 - 2025 シービリーブスカップ

#### 試合数
| 日本代表 | 国際Aマッチ | 国際Aマッチ |
| 年       | 出場        | 得点        |
| -------- | ----------- | ----------- |
| 2015     | 3           | -3          |
| 2016     | 3           | -7          |
| 2017     | 5           | -7          |
| 2018     | 14          | -12         |
| 2019     | 10          | -9          |
| 2020     | 2           | -6          |
| 2021     | 6           | -4          |
| 2022     | 10          | -9          |
| 2023     | 11          | -6          |
| 2024     | 11          | -10         |
| 2025     | 5           | -9          |
| 通算     | 80          | -82         |

2025年6月27日現在

#### 出場
| 出場試合一覧 | 出場試合一覧   | 出場試合一覧     | 出場試合一覧                                           | 出場試合一覧     | 出場試合一覧   | 出場試合一覧       | 出場試合一覧                                                  | 出場試合一覧 |
| #            | 開催日         | 開催都市         | スタジアム                                             | 対戦国           | 結果           | 監督               | 大会                                                          | 出典         |
| ------------ | -------------- | ---------------- | ------------------------------------------------------ | ---------------- | -------------- | ------------------ | ------------------------------------------------------------- | ------------ |
| 1.           | 2015年8月4日   | 武漢             | 武漢体育中心                                           | 韓国             | ● 1-2          | 佐々木則夫         | EAFF女子東アジアカップ2015                                    | [ 38 ]       |
| 2.           | 2015年8月8日   | 武漢             | 武漢体育中心                                           | 中華人民共和国   | ○ 2-0          | 佐々木則夫         | EAFF女子東アジアカップ2015                                    | [ 39 ]       |
| 3.           | 2015年11月29日 | フォ－レンダム   | FCフォーレンダムスタジアム                             | オランダ         | ● 1-3          | 佐々木則夫         | 国際親善試合                                                  | [ 40 ]       |
| 4.           | 2016年3月7日   | 大阪             | キンチョウスタジアム                                   | ベトナム         | ○ 6-1          | 佐々木則夫         | 2016年リオデジャネイロオリンピック・アジア最終予選            | [ 41 ]       |
| 5.           | 2016年6月2日   | コマースシティ   | ディックス・スポーティング・グッズ・パーク             | アメリカ合衆国   | △ 3-3          | 高倉麻子           | 国際親善試合                                                  | [ 42 ]       |
| 6.           | 2016年7月21日  | カルマル         | グルドフォーゲルン・アリーナ                           | スウェーデン     | ● 0-3          | 高倉麻子           | 国際親善試合                                                  | [ 43 ]       |
| 7.           | 2017年3月3日   | パルシャル       | ベラ・ヴィスタ市営スタジアム                           | アイスランド     | ○ 2-0          | 高倉麻子           | アルガルヴェ・カップ2017                                      | [ 44 ]       |
| 8.           | 2017年3月8日   | ファロ ／ ローレ | エスタディオ・アルガルヴェ                             | オランダ         | ● 2-3          | 高倉麻子           | アルガルヴェ・カップ2017                                      | [ 45 ]       |
| 9.           | 2017年6月9日   | ブレダ           | ラット・フェルレフ・スタディオン                       | オランダ         | ○ 1-0          | 高倉麻子           | 国際親善試合 ～オランダ・ベルギー遠征～                       | [ 46 ]       |
| 10.          | 2017年7月27日  | シアトル         | センチュリーリンク・フィールド                         | ブラジル         | △ 1-1          | 高倉麻子           | 2017 トーナメント・オブ・ネーションズ                         | [ 47 ]       |
| 11.          | 2017年8月3日   | カーソン         | スタブハブ・センター                                   | アメリカ合衆国   | ● 0-3          | 高倉麻子           | 2017 トーナメント・オブ・ネーションズ                         | [ 48 ]       |
| 12.          | 2018年3月2日   | パルシャル       | ベラ・ヴィスタ市営スタジアム                           | アイスランド     | ○ 2-1          | 高倉麻子           | アルガルヴェ・カップ2018                                      | [ 49 ]       |
| 13.          | 2018年3月7日   | パルシャル       | ベラ・ヴィスタ市営スタジアム                           | カナダ           | ● 0-2          | 高倉麻子           | アルガルヴェ・カップ2018                                      | [ 50 ]       |
| 14.          | 2018年4月1日   | 諫早             | トランスコスモススタジアム長崎                         | ガーナ           | ○ 7-1          | 高倉麻子           | MS&ADカップ2017                                               | [ 51 ]       |
| 15.          | 2018年4月7日   | アンマン         | キング・アブドゥッラー2世スタジアム                    | ベトナム         | ○ 4-0          | 高倉麻子           | 2018 AFC女子アジアカップ                                      | [ 52 ]       |
| 16.          | 2018年4月10日  | アンマン         | アンマン国際スタジアム                                 | 韓国             | △ 0-0          | 高倉麻子           | 2018 AFC女子アジアカップ                                      | [ 53 ]       |
| 17.          | 2018年4月13日  | アンマン         | アンマン国際スタジアム                                 | オーストラリア   | △ 1-1          | 高倉麻子           | 2018 AFC女子アジアカップ                                      | [ 54 ]       |
| 18.          | 2018年4月20日  | アンマン         | アンマン国際スタジアム                                 | オーストラリア   | ○ 1-0          | 高倉麻子           | 2018 AFC女子アジアカップ                                      | [ 55 ]       |
| 19.          | 2018年6月10日  | ウェリントン     | ウエストパック・スタジアム                             | ニュージーランド | ○ 3-1          | 高倉麻子           | 国際親善試合                                                  | [ 56 ]       |
| 20.          | 2018年7月26日  | カンザスシティ   | チルドレンズ・マーシー・パーク                         | アメリカ合衆国   | ● 2-4          | 高倉麻子           | 2018 トーナメント・オブ・ネーションズ                         | [ 57 ]       |
| 21.          | 2018年8月21日  | パレンバン       | ゲロラ・シュリーヴィジャヤ・スタジアム                 | ベトナム         | ○ 7-0          | 高倉麻子           | 第18回アジア競技大会                                          | [ 58 ]       |
| 22.          | 2018年8月25日  | パレンバン       | ゲロラ・シュリーヴィジャヤ・スタジアム                 | 北朝鮮           | ○ 2-1          | 高倉麻子           | 第18回アジア競技大会                                          | [ 59 ]       |
| 23.          | 2018年8月28日  | パレンバン       | ゲロラ・シュリーヴィジャヤ・スタジアム                 | 韓国             | ○ 2-1          | 高倉麻子           | 第18回アジア競技大会                                          | [ 60 ]       |
| 24.          | 2018年8月31日  | パレンバン       | ゲロラ・シュリーヴィジャヤ・スタジアム                 | 中華人民共和国   | ○ 1-0          | 高倉麻子           | 第18回アジア競技大会                                          | [ 61 ]       |
| 25.          | 2018年11月11日 | 鳥取             | 鳥取市営サッカー場・バードスタジアム                   | ノルウェー       | ○ 4-1          | 高倉麻子           | 国際親善試合                                                  | [ 62 ]       |
| 26.          | 2019年4月4日   | オセール         | スタッド・アッベ・デシャン                             | フランス         | ● 1-3          | 高倉麻子           | 国際親善試合 ～ヨーロッパ遠征～                               | [ 63 ]       |
| 27.          | 2019年6月2日   | ル・トゥケ       | スタッド・ジェラール・ウリエ                           | スペイン         | △ 1-1          | 高倉麻子           | 国際親善試合                                                  | [ 64 ]       |
| 28.          | 2019年6月10日  | パリ             | パルク・デ・プランス                                   | アルゼンチン     | △ 0-0          | 高倉麻子           | 2019 FIFA女子ワールドカップ                                   | [ 65 ]       |
| 29.          | 2019年6月14日  | レンヌ           | ロアゾン・パルク                                       | スコットランド   | ○ 2-1          | 高倉麻子           | 2019 FIFA女子ワールドカップ                                   | [ 66 ]       |
| 30.          | 2019年6月19日  | ニース           | スタッド・ド・ニース                                   | イングランド     | ● 0-2          | 高倉麻子           | 2019 FIFA女子ワールドカップ                                   | [ 67 ]       |
| 31.          | 2019年6月25日  | レンヌ           | ロアゾン・パルク                                       | オランダ         | ● 1-2          | 高倉麻子           | 2019 FIFA女子ワールドカップ                                   | [ 68 ]       |
| 32.          | 2019年10月6日  | 静岡             | IAIスタジアム日本平                                    | カナダ           | ○ 4-0          | 高倉麻子           | 国際親善試合                                                  | [ 69 ]       |
| 33.          | 2019年11月10日 | 北九州           | 北九州スタジアム                                       | 南アフリカ共和国 | ○ 2-0          | 高倉麻子           | MS&ADカップ2019                                               | [ 70 ]       |
| 34.          | 2019年12月14日 | 釜山             | 九徳総合運動場                                         | 中華人民共和国   | ○ 3-0          | 高倉麻子           | EAFF E-1サッカー選手権2019                                    | [ 71 ]       |
| 35.          | 2019年12月17日 | 釜山             | 九徳総合運動場                                         | 韓国             | ○ 1-0          | 高倉麻子           | EAFF E-1サッカー選手権2019                                    | [ 72 ]       |
| 36.          | 2020年3月5日   | オーランド       | エクスプロリア・スタジアム                             | スペイン         | ● 1-3          | 高倉麻子           | 2020 シービリーブスカップ                                     | [ 73 ]       |
| 37.          | 2020年3月11日  | フリスコ         | トヨタ・スタジアム                                     | アメリカ合衆国   | ● 1-3          | 高倉麻子           | 2020 シービリーブスカップ                                     | [ 74 ]       |
| 38.          | 2021年4月11日  | 東京             | 国立競技場                                             | パナマ           | ○ 7-0          | 高倉麻子           | 国際親善試合                                                  | [ 75 ]       |
| 39.          | 2021年6月10日  | 広島             | エディオンスタジアム広島                               | ウクライナ       | ○ 8-0          | 高倉麻子           | 国際親善試合                                                  | [ 76 ]       |
| 40.          | 2021年7月14日  | 亀岡             | サンガスタジアム by KYOCERA                            | オーストラリア   | ○ 1-0          | 高倉麻子           | MS&ADカップ2021                                               | [ 77 ]       |
| 41.          | 2021年7月24日  | 札幌             | 札幌ドーム                                             | イギリス         | ● 0-1          | 高倉麻子           | 2020年東京オリンピック                                        | [ 78 ]       |
| 42.          | 2021年7月27日  | 利府             | 宮城スタジアム                                         | チリ             | ○ 1-0          | 高倉麻子           | 2020年東京オリンピック                                        | [ 79 ]       |
| 43.          | 2021年7月30日  | さいたま         | 埼玉スタジアム2002                                     | スウェーデン     | ● 1-3          | 高倉麻子           | 2020年東京オリンピック                                        | [ 80 ]       |
| 44.          | 2022年1月21日  | プネー           | シュリー・シヴ・チャトラパティ・スポーツコンプレックス | ミャンマー       | ○ 5-0          | 池田太             | 2022 AFC女子アジアカップ                                      | [ 81 ]       |
| 45.          | 2022年1月27日  | プネー           | シュリー・シヴ・チャトラパティ・スポーツコンプレックス | 韓国             | △ 1-1          | 池田太             | 2022 AFC女子アジアカップ                                      | [ 82 ]       |
| 46.          | 2022年1月30日  | ナビムンバイ     | DYパティル・スタジアム                                 | タイ             | ○ 7-0          | 池田太             | 2022 AFC女子アジアカップ                                      | [ 83 ]       |
| 47.          | 2022年2月3日   | プネー           | シュリー・シヴ・チャトラパティ・スポーツコンプレックス | 中華人民共和国   | ● 2-2 (PK 3-4) | 池田太             | 2022 AFC女子アジアカップ                                      | [ 84 ]       |
| 48.          | 2022年6月24日  | スタラ・パゾヴァ | スポーツ・センターFAS                                  | セルビア         | ○ 5-0          | 池田太             | 国際親善試合                                                  | [ 85 ]       |
| 49.          | 2022年6月27日  | トゥルク         | ヴェリタス・スタジアム                                 | フィンランド     | ○ 5-1          | 池田太             | 国際親善試合                                                  | [ 86 ]       |
| 50.          | 2022年7月26日  | 鹿嶋             | 茨城県立カシマサッカースタジアム                       | 中華人民共和国   | △ 0-0          | 池田太             | EAFF E-1サッカー選手権2022                                    | [ 87 ]       |
| 51.          | 2022年10月9日  | 長野             | 長野Uスタジアム                                        | ニュージーランド | ○ 2-0          | 池田太             | MS&ADカップ2022                                               | [ 88 ]       |
| 52.          | 2022年11月11日 | ムルシア         | ピナタル・アレーナ                                     | イングランド     | ● 0-4          | 池田太             | 国際親善試合                                                  | [ 89 ]       |
| 53.          | 2022年11月15日 | セビージャ       | エスタディオ・ラ・カルトゥーハ                         | スペイン         | ● 0-1          | 池田太             | 国際親善試合                                                  | [ 90 ]       |
| 54.          | 2023年2月19日  | ナッシュビル     | ジオディス・パーク                                     | アメリカ合衆国   | ● 0-1          | 池田太             | 2023 シービリーブスカップ                                     | [ 91 ]       |
| 55.          | 2023年2月22日  | フリスコ         | トヨタ・スタジアム                                     | カナダ           | ○ 3-0          | 池田太             | 2023 シービリーブスカップ                                     | [ 92 ]       |
| 56.          | 2023年4月7日   | ギマラインス     | エスタディオ・D. アフォンソ・エンリケス                | ポルトガル       | ○ 2-1          | 池田太             | 国際親善試合                                                  | [ 93 ]       |
| 57.          | 2023年4月11日  | オーデンセ       | オーデンセ・スタディオン                               | デンマーク       | ● 0-1          | 池田太             | 国際親善試合                                                  | [ 94 ]       |
| 58.          | 2023年7月14日  | 仙台             | ユアテックスタジアム仙台                               | パナマ           | ○ 5-0          | 池田太             | MS&ADカップ2023                                               | [ 95 ]       |
| 59.          | 2023年7月22日  | ハミルトン       | ワイカト・スタジアム                                   | ザンビア         | ○ 5-0          | 池田太             | 2023 FIFA女子ワールドカップ                                   | [ 96 ]       |
| 60.          | 2023年7月26日  | ダニーデン       | ダニーデン・スタジアム                                 | コスタリカ       | ○ 2-0          | 池田太             | 2023 FIFA女子ワールドカップ                                   | [ 97 ]       |
| 61.          | 2023年7月31日  | ウェリントン     | ウェリントン・リージョナル・スタジアム                 | スペイン         | ○ 4-0          | 池田太             | 2023 FIFA女子ワールドカップ                                   | [ 98 ]       |
| 62.          | 2023年8月5日   | ウェリントン     | ウェリントン・リージョナル・スタジアム                 | ノルウェー       | ○ 3-1          | 池田太             | 2023 FIFA女子ワールドカップ                                   | [ 99 ]       |
| 63.          | 2023年8月11日  | オークランド     | イーデン・パーク                                       | スウェーデン     | ● 1-2          | 池田太             | 2023 FIFA女子ワールドカップ                                   | [ 100 ]      |
| 64.          | 2023年10月29日 | タシュケント     | ブニョドコル・スタジアム                               | ウズベキスタン   | ○ 2-0          | 池田太             | パリオリンピック・アジア2次予選                               | [ 101 ]      |
| 65.          | 2024年2月24日  | ジッダ           | プリンス・アブドゥッラー・アル・ファイサル・スタジアム | 北朝鮮           | △ 0-0          | 池田太             | 2024年パリオリンピック・アジア最終予選                        | [ 102 ]      |
| 66.          | 2024年2月28日  | 東京             | 国立競技場                                             | 北朝鮮           | ○ 2-1          | 池田太             | 2024年パリオリンピック・アジア最終予選                        | [ 103 ]      |
| 67.          | 2024年4月6日   | アトランタ       | メルセデス・ベンツ・スタジアム                         | アメリカ合衆国   | ● 1-2          | 池田太             | 2024 シービリーブスカップ                                     | [ 104 ]      |
| 68.          | 2024年4月9日   | コロンバス       | Lower.comフィールド                                    | ブラジル         | ● 1-1 (PK 0-3) | 池田太             | 2024 シービリーブスカップ                                     | [ 105 ]      |
| 69.          | 2024年6月3日   | ムルシア         | エスタディオ・ヌエバ・コンドミーナ                     | ニュージーランド | ○ 4-1          | 池田太             | 国際親善試合                                                  | [ 106 ]      |
| 70.          | 2024年7月13日  | 金沢             | 金沢ゴーゴーカレースタジアム                           | ガーナ           | ○ 4-0          | 池田太             | MS&ADカップ2024 ～能登半島地震復興支援マッチ がんばろう能登～ | [ 107 ]      |
| 71.          | 2024年7月25日  | ナント           | スタッド・ドゥ・ラ・ボージョワール                     | スペイン         | ● 1-2          | 池田太             | 2024年パリオリンピック                                        | [ 108 ]      |
| 72.          | 2024年7月28日  | パリ             | パルク・デ・プランス                                   | ブラジル         | ○ 2-1          | 池田太             | 2024年パリオリンピック                                        | [ 109 ]      |
| 73.          | 2024年7月31日  | ナント           | スタッド・ドゥ・ラ・ボージョワール                     | ナイジェリア     | ○ 3-1          | 池田太             | 2024年パリオリンピック                                        | [ 110 ]      |
| 74.          | 2024年8月3日   | パリ             | パルク・デ・プランス                                   | アメリカ合衆国   | ● 0-1 (延長)   | 池田太             | 2024年パリオリンピック                                        | [ 111 ]      |
| 75.          | 2024年10月26日 | 東京             | 国立競技場                                             | 韓国             | ○ 4-0          | 佐々木則夫         | MIZUHO BLUE DREAM MATCH 2024                                  | [ 112 ]      |
| 76.          | 2025年2月20日  | ヒューストン     | シェル・エナジー・スタジアム                           | オーストラリア   | ○ 4-0          | ニルス・ニールセン | 2025 シービリーブスカップ                                     | [ 113 ]      |
| 77.          | 2025年2月27日  | サンディエゴ     | スナップドラゴン・スタジアム                           | アメリカ合衆国   | ○ 2-1          | ニルス・ニールセン | 2025 シービリーブスカップ                                     | [ 114 ]      |
| 78.          | 2025年5月31日  | サンパウロ       | ネオ・キミカ・アレーナ                                 | ブラジル         | ● 1-3          | ニルス・ニールセン | 国際親善試合                                                  | [ 115 ]      |
| 79.          | 2025年6月3日   | サンパウロ       | エスタディオ・シセロ・デ・ソウザ・マルケス             | ブラジル         | ● 1-2          | ニルス・ニールセン | 国際親善試合                                                  | [ 116 ]      |
| 80.          | 2025年6月27日  | マドリード       | エスタディオ・ムニシパル・デ・ブタルケ                 | スペイン         | ● 1-3          | ニルス・ニールセン | 国際親善試合                                                  | [ 117 ]      |

## タイトル

### クラブ
- 日テレ・ベレーザ / 日テレ・東京ヴェルディベレーザ
  - 日本女子サッカーリーグ: 5回 (2015、2016、2017、2018、2019)
  - 皇后杯 JFA 全日本女子サッカー選手権大会: 5回 (2014、2017、2018、2019､ 2020)
  - なでしこリーグカップ: 3回 (2016、2018、2019)

- INAC神戸レオネッサ
  - WEリーグ: 1回 (2021-22)
  - 皇后杯 JFA 全日本女子サッカー選手権大会: 1回 (2023)

### 代表
- 日本女子代表(なでしこジャパン)
  - AFC女子アジアカップ: 1回 (2018)
  - アジア競技大会: 1回 (2018)
  - EAFF E-1サッカー選手権: 2回 (2019, 2022)
  - シービリーブスカップ：1回（2025）

### 個人
- なでしこリーグ
  - ベストイレブン: 5回 (2015、2016、2017、2018、2019)

- WEリーグ
  - 最優秀選手賞 (MVP): 1回 (2021-22)
  - ベストイレブン: 3回 (2021-22、2022-23、2023-24)
  - 優秀選手賞: 3回 (2021-22、2022-23、2023-24)

- EAFF E-1サッカー選手権
  - ベストGK: 2回 (2019, 2022[118])

- JPFA女子
  - ベストイレブン: 1回 (2023-24)